# Rivière Lostau
Rivière Lostau är ett vattendrag i Guadeloupe (Frankrike). Det ligger i den västra delen av Guadeloupe, 19 km norr om huvudstaden Basse-Terre.